# Глазегаузен
Глазегаузен (нім. Glasehausen) — громада в Німеччині, розташована в землі Тюрингія. Входить до складу району Айхсфельд. Складова частина об'єднання громад Ляйнеталь.
Площа — 2,61 км2. Населення становить 146 ос. (станом на 31 грудня 2021).

## Галерея

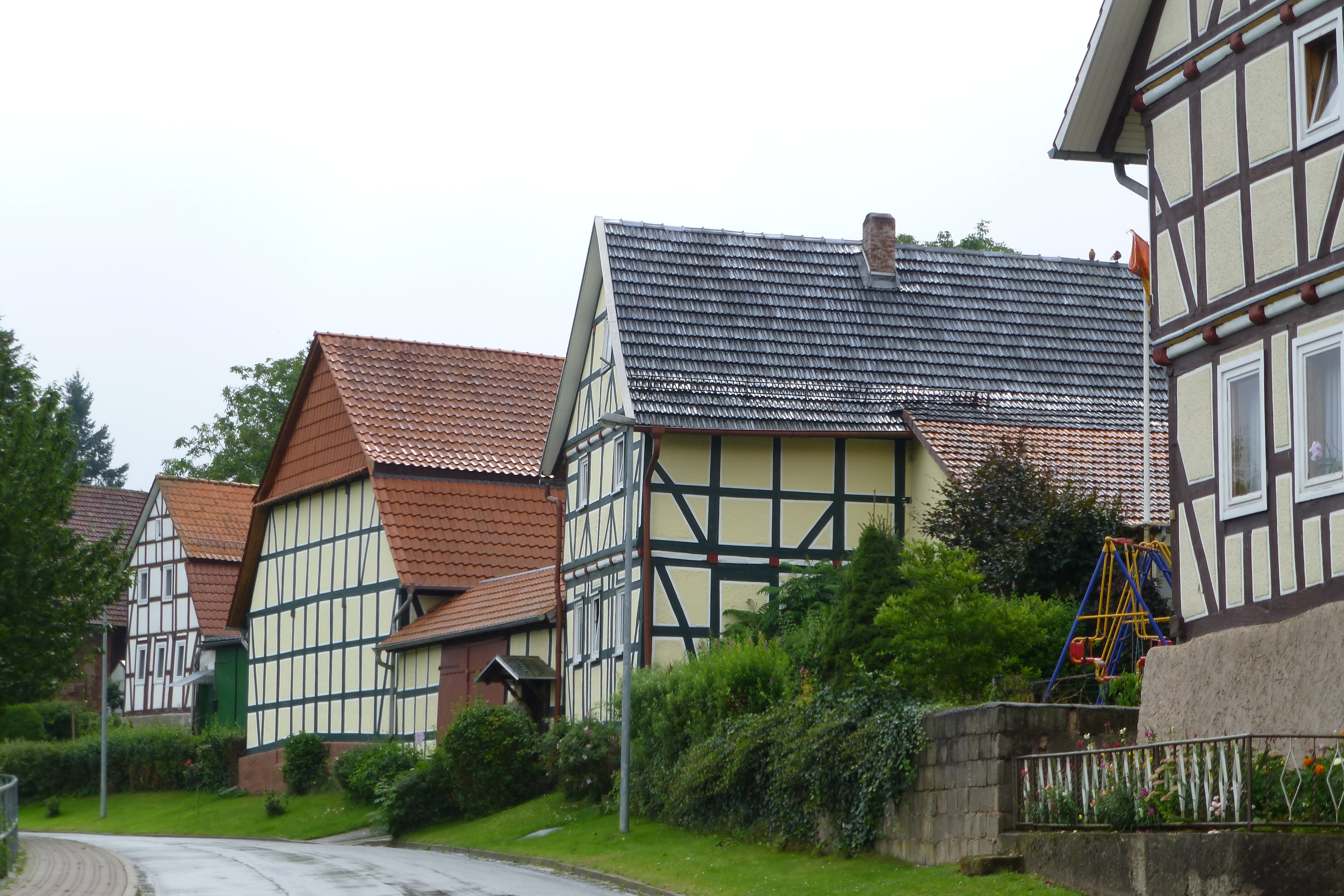
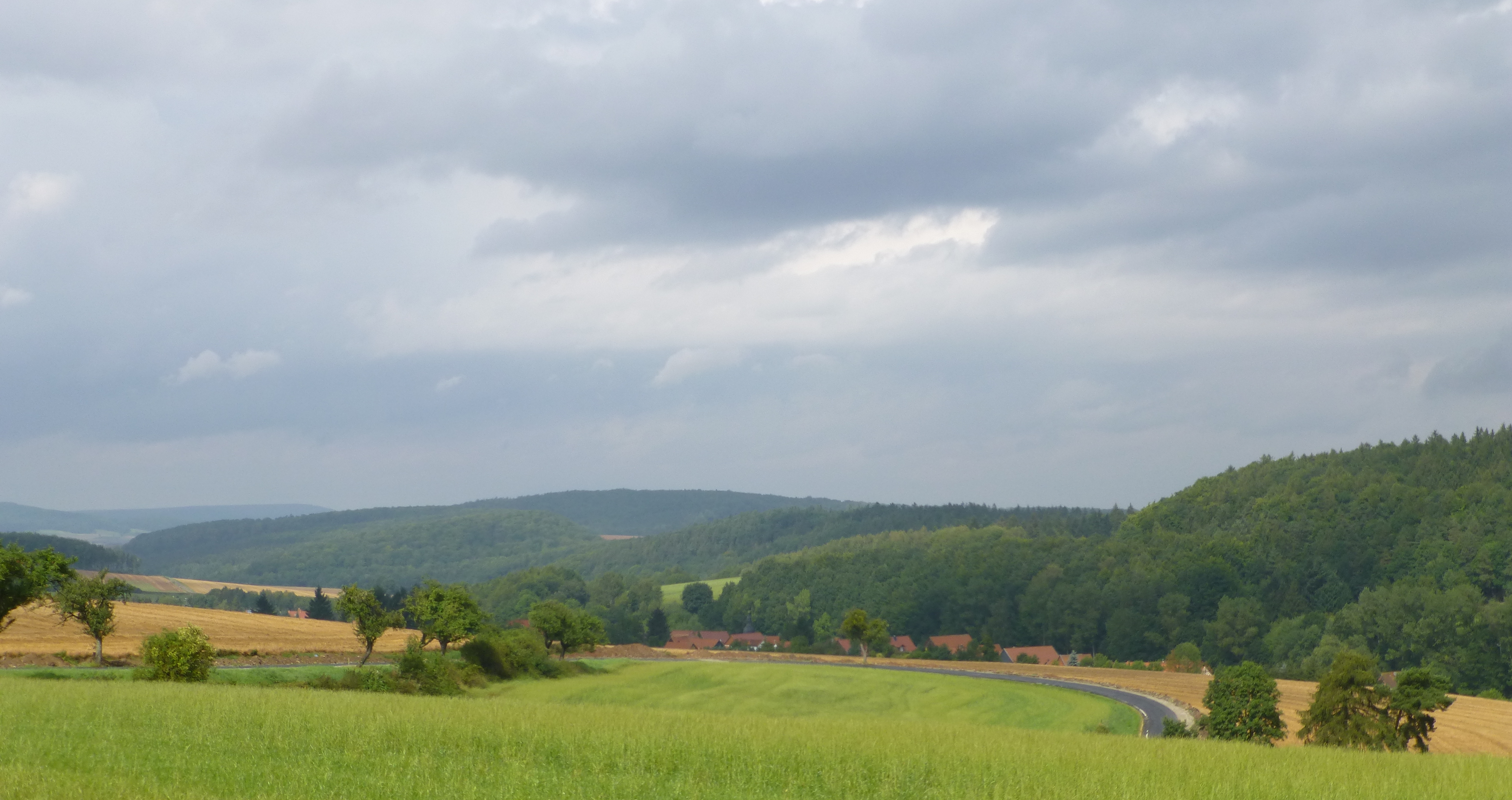
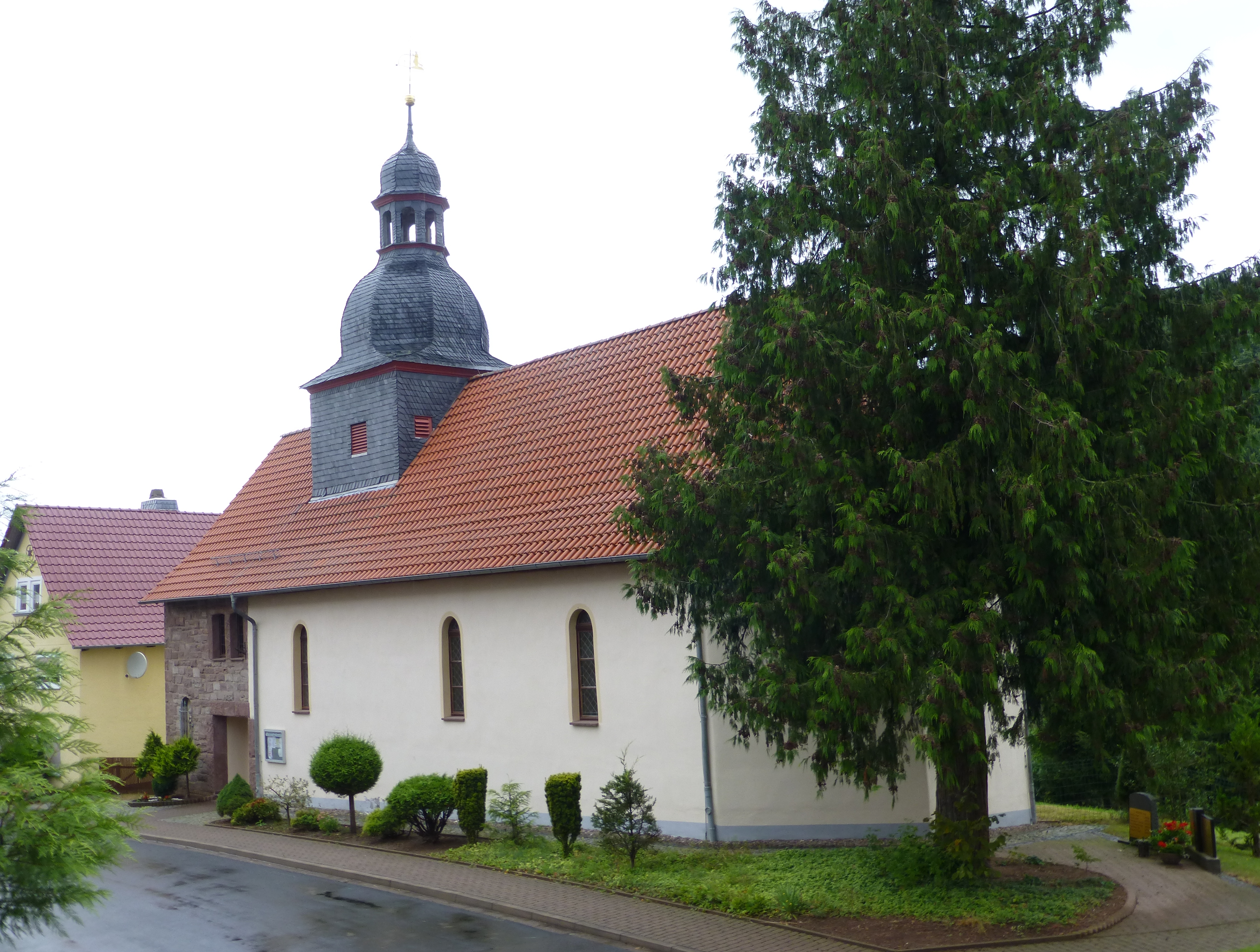